# Федюнова, Елена Сергеевна
Еле́на Серге́евна Федюно́ва (род. 27 сентября 1999, Знаменск) – российская волейболистка, призёр чемпионатов России и Европы, участница чемпионата мира, мастер спорта России (2018). Игрок ЖВК «Обнинск» как в классическом (доигровщик), так и пляжном волейболе. Член сборной России.

## Биография
Волейболом стала заниматься в родном Знаменске. Первый тренер —   Ирина Ивановна Шишкова.
С 14 лет живёт и выступает в Обнинске. Играла в паре с Марией Ворониной, Светланой Холоминой, Елизаветой Новиковой, Анной Ганенко, Елизаветой Лудковой и Анной Мовчан. 